# Icterus auricapillus
Icterus auricapillus е вид птица от семейство Трупиалови (Icteridae).

## Разпространение
Видът е разпространен във Венецуела, Колумбия и Панама.